# Rote-Hand-Brief
Der Rote-Hand-Brief (RHB) ist eine in Deutschland gebräuchliche Form eines Informationsschreibens, mit dem pharmazeutische Unternehmen heilberufliche Fachkreise über neu erkannte Arzneimittelrisiken informieren, fehlerhafte Arzneimittelchargen zurückrufen oder sonstige wichtige Informationen mitteilen. Im Englischen entsprechen Dear Doctor Letter genannte Informationsschreiben (eigentlich Direct Healthcare Professional Communication, DHPC) den Rote-Hand-Briefen.
Die Kennzeichnung mit dem Symbol einer „roten Hand“ geht auf eine Initiative des Bundesverbandes der Pharmazeutischen Industrie (BPI) zurück und wurde 1969 eingeführt. Das Symbol ist eine eingetragene Bildmarke des BPI. Gemäß den Kodizes des BPI und der Freiwilligen Selbstkontrolle für die Arzneimittelindustrie (FSA)  haben sich die Mitgliedsunternehmen darauf geeinigt, eine einheitliche Aufmachung zu verwenden und diese nicht für andere Aussendungen (Anzeigen, Werbeschriften usw.) zu gebrauchen. Dabei wird sowohl auf den Briefumschlägen als auch auf den Briefen selbst das Rote-Hand-Symbol mit der Aufschrift „Wichtige Mitteilung über ein Arzneimittel“ angebracht.
Pharmazeutische Unternehmer sind gemäß dem deutschen Arzneimittelgesetz, § 11a, Absatz 2, verpflichtet, Änderungen der Fachinformation, die für die Therapie bedeutsam sind, den Fachkreisen in geeigneter Form zugänglich zu machen. Rote-Hand-Briefe werden in Absprache mit der jeweils zuständigen deutschen Bundesoberbehörde, dem Bundesinstitut für Arzneimittel und Medizinprodukte (BfArM) oder dem Paul-Ehrlich-Institut (PEI), verbreitet. Beide  arbeiten mit den Aufsichtsbehörden der Bundesländer, den Behörden anderer europäischer Staaten und mit der europäischen Arzneimittelagentur (EMA), speziell dem dort angesiedelten „Pharmakovigilanzausschuss für Risikobewertung“ (Pharmacovigilance Risk Assessment Committee, PRAC), zusammen. Sie stehen auch in Kontakt mit Behörden außereuropäischer Staaten, der Weltgesundheitsorganisation (WHO) sowie den Arzneimittelkommissionen der Heilberufskammern.